# Raïon d'Oleksandria
Le raïon d'Oleksandria (en ukrainien : Олександрійський район) est un raïon (district) dans l'oblast de Kirovohrad en Ukraine.
Avec la réforme administrative de l'Ukraine de 2020, le nouveau raïon est formé des anciens raïons de Oleksandria, Onufriivka, Znamianka, Svitlovodsk, Petrove.

## Culture

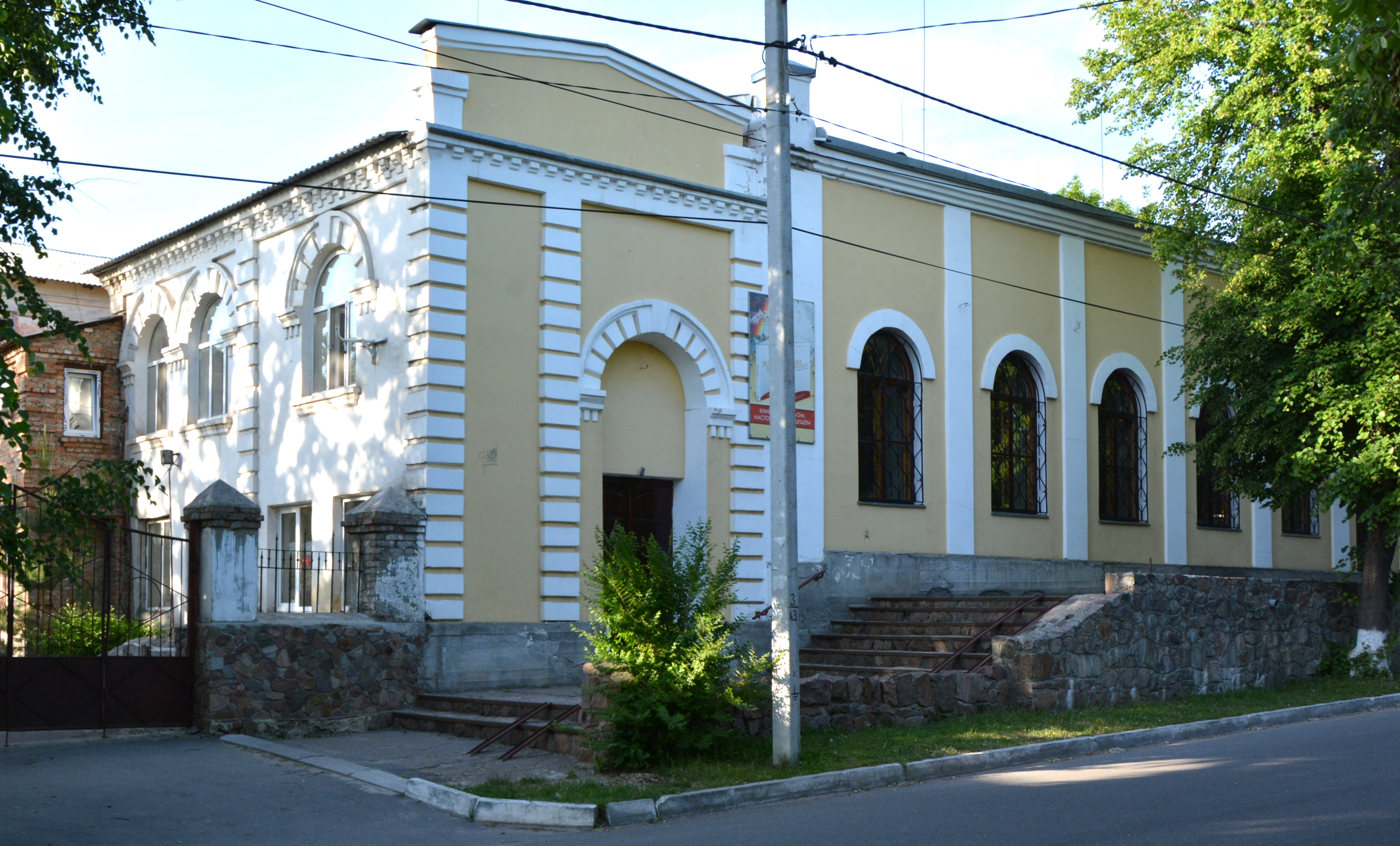
Synagogue classée[1] à Oleksandria,
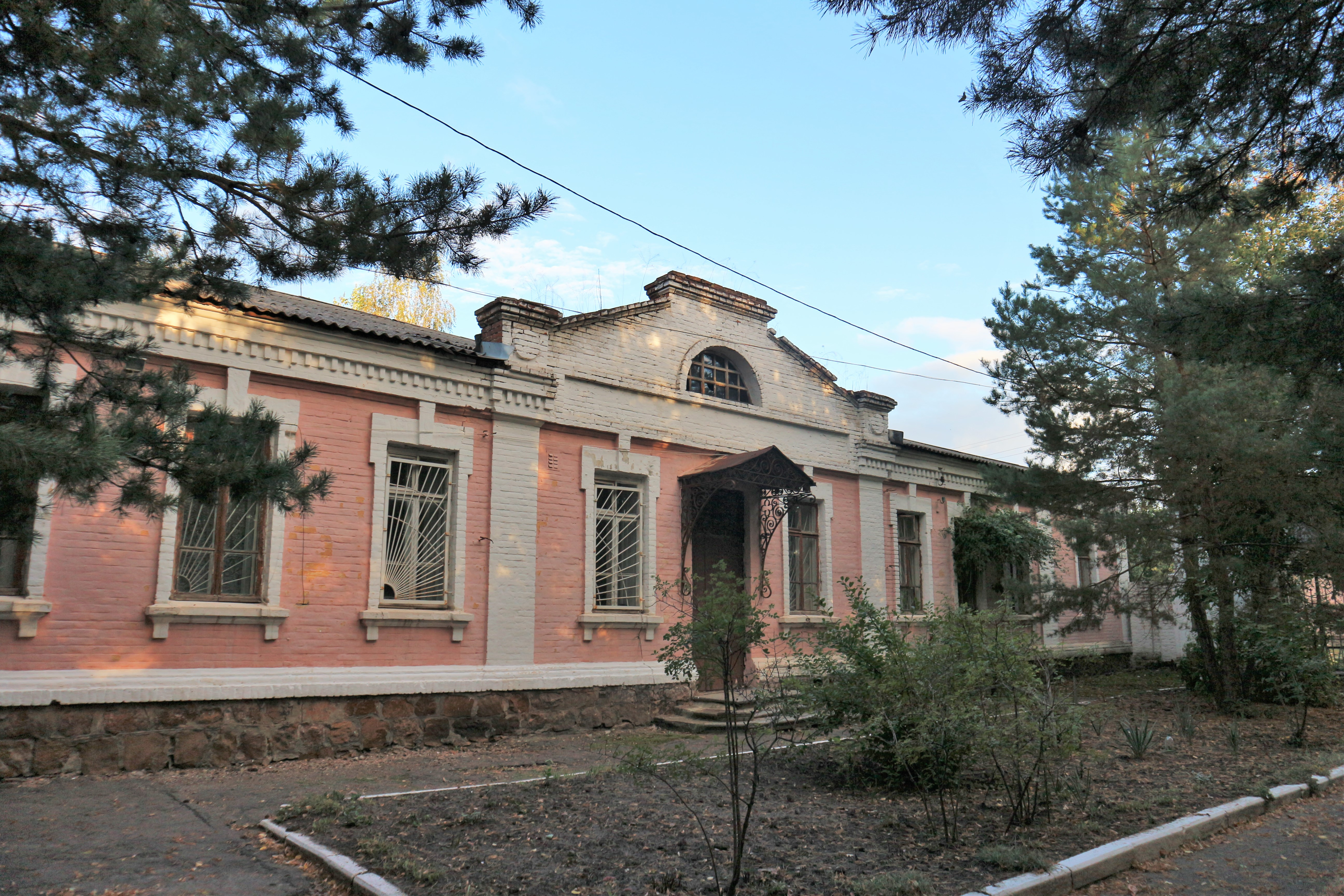
et son hôpital municipal classé[2],[3],[4],
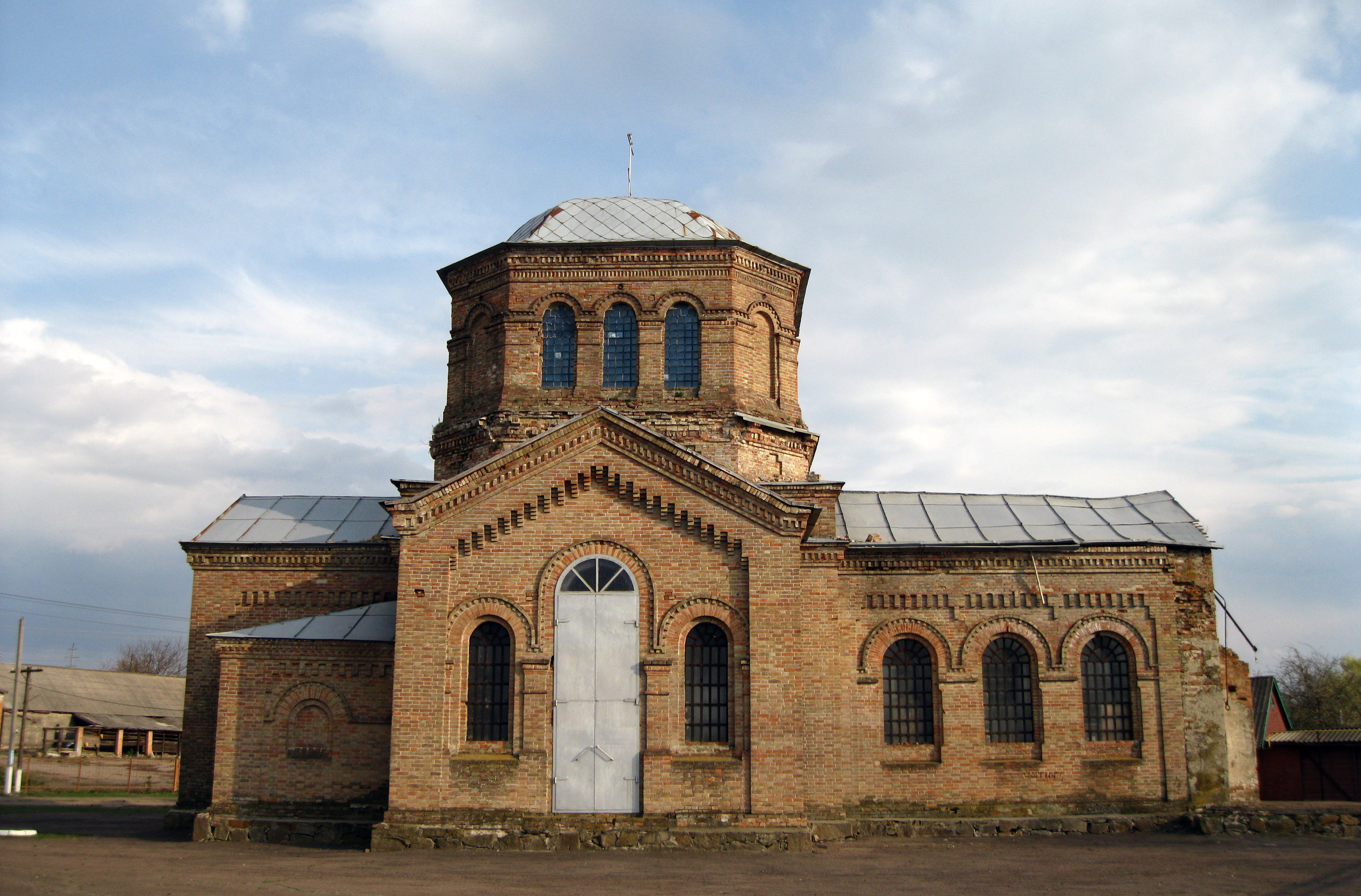
église st-Joseph classée[6],
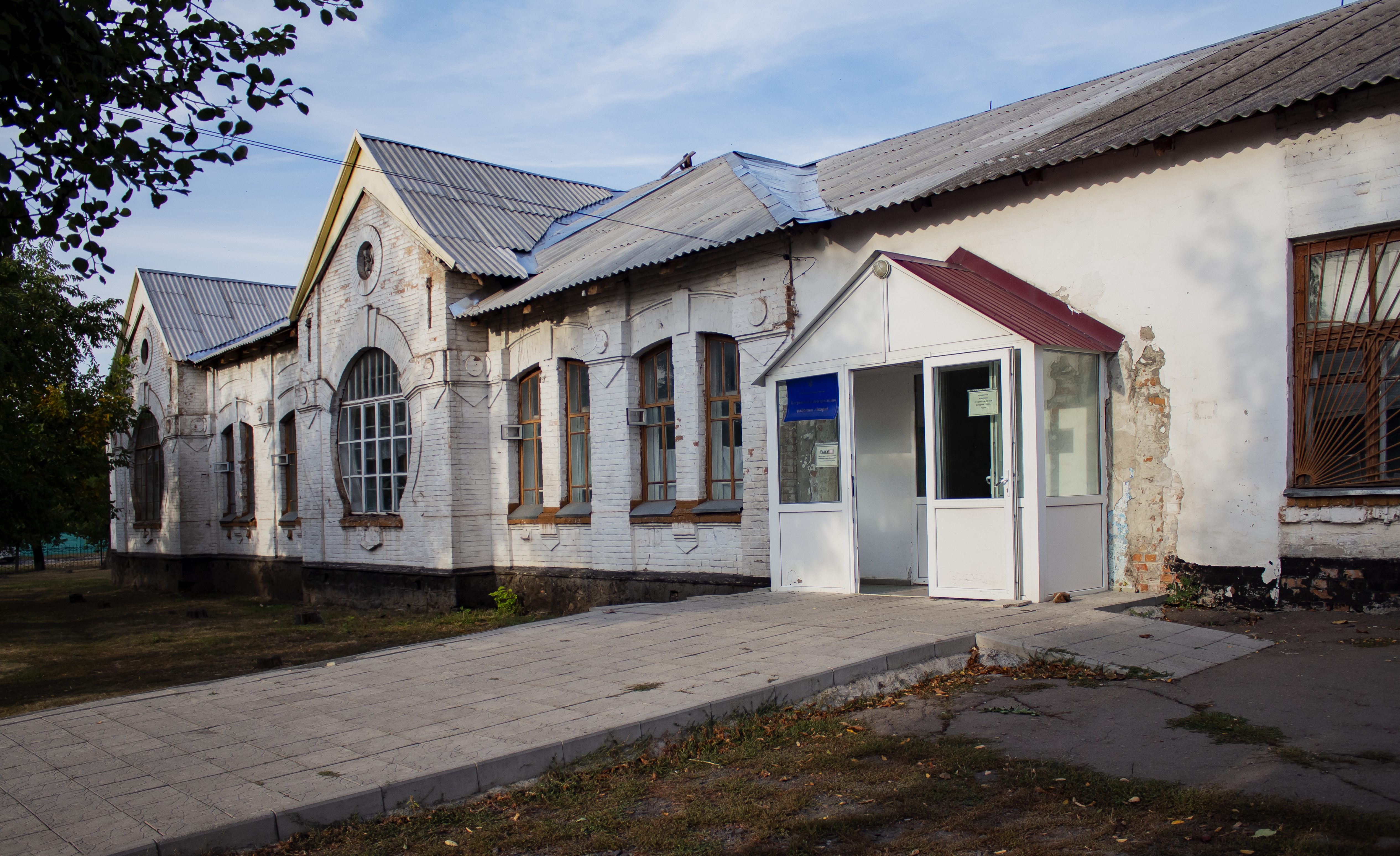
l'hôpital de Zmestovo classé[7],
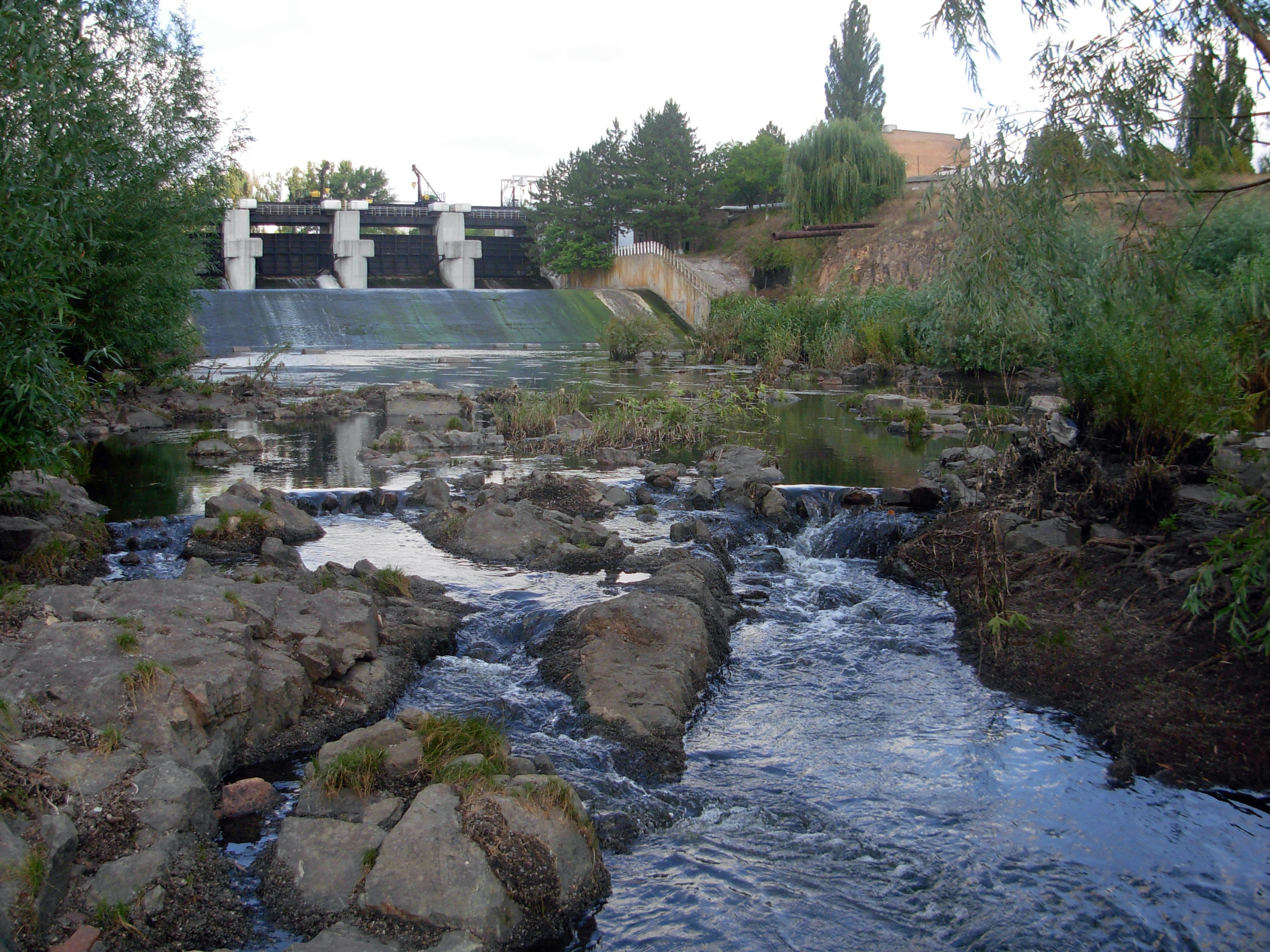
barrage sur l'Inhoulets classé[8],
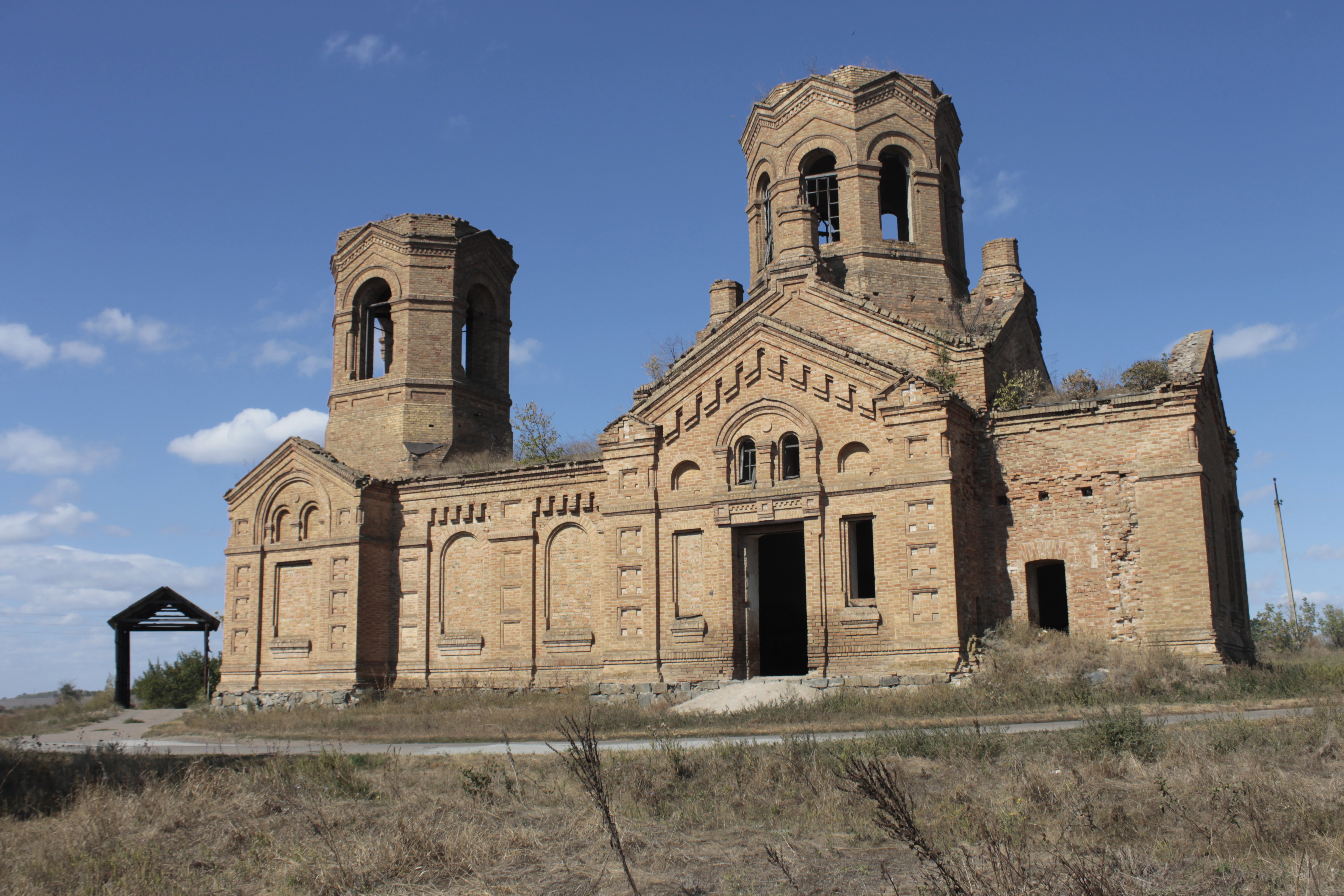
église st-Nicolas de Svitlopil classée[9].